# 布納獨立學區
布納獨立學區（英語：Buna Independent School District）是一個位於美國德克薩斯州布納普查規定居民點的公立學區，他曾在2009年被德克薩斯州教育部評選為「學術上可以接受的」的學區。

## 外部連結
- 羅布斯敦獨立學區官方網站 （页面存档备份，存于）